# Vitālijs Teplovs
Vitālijs Teplovs, né le 20 mars 1970 à Liepāja en Lettonie, est un footballeur international letton, qui évoluait au poste d'attaquant.

## Biographie

### Carrière internationale
Vitālijs Teplovs compte 9 sélections et 1 but avec l'équipe de Lettonie entre 1992 et 1997. 
Il est convoqué pour la première fois par le sélectionneur national Jānis Gilis pour un match amical contre la Roumanie le 8 avril 1992 (défaite 2-0). Par la suite, le 12 juillet 1992, il inscrit son seul but en sélection contre la Lituanie, lors d'un match de la Coupe baltique 1992 (défaite 3-2). Il reçoit sa dernière sélection le 19 août 1997 contre l'Azerbaïdjan (0-0).

## Palmarès
Avec le RKB/Arma Riga, il est champion de Lettonie de D2 en 2002.